# Ezequiel Stefano Carrara Sutour
Ezequiel Stefano Carrara Sutour (Tangeri, 6 giugno 1934 – Pietra Ligure, 29 maggio 2023) è stato un politico italiano.

## Biografia
Di professione avvocato, ed esponente del Partito Socialista Italiano di Unità Proletaria, alle politiche del 1968 fu eletto alla Camera, ottenendo 832 preferenze (subentrò a Lelio Basso, plurieletto).
Muore il 29 maggio 2023, a pochi giorni dal suo 89º compleanno.